# Bataille de La Plata
Guerre d'indépendance de la Colombie
Batailles
m
Première république (1810-1815)
- Bajo Palacé
- Magdalena
- Admirable
- Guerre Civile
- Nariño dans le Sud
- Río Palo
- Tolú

Reconquête espagnole (1815-1819)
- Carthagène des Indes
- Cachirí
- Cuchilla del Tambo
- La Plata
- Régime de terreur

Campagne libératrice (1819)
- Paya
- Passage des Andes
- Corrales
- Gámeza
- Pantano de Vargas
- Boyacá

Grande Colombie (1819-1824)
- Campagne fluviale et navale
- Campagne de Pasto

La bataille de La Plata (10 juillet 1816) est le dernier affrontement militaire entre les royalistes et les patriotes dans le cadre de la période appelée Patria Boba.

## Déroulement
Après la capitulation de Carthagène des Indes le 16 février 1816, Pablo Morillo commence sa marche vers l'intérieur de la Nouvelle-Grenade. Irrépressiblement, les colonnes des colonels Francisco Warleta, Sebastián de la Calzada, Donato Ruiz de Santa Cruz, Miguel de la Torre et Julián Bayer s'emparent de tous les objectifs stratégiques tandis que Morillo entre dans Bogota le 26 mai,.
Face à la situation critique, le chef de la garnison de Popayán, le lieutenant-colonel Liborio Mejía, prend la fonction de président néogrenadin, et décide de faire face à Juan de Sámano, qui s'avance dangereusement depuis San Juan de Pasto vers le nord. Lors de la bataille de la Cuchilla del Tambo (29 juin), l'armée insurgée est presque entièrement détruite.
Mejía doit se retrancher avec ses derniers partisans à La Plata pendant que Sámano entre dans Popayán le 1er juillet. Tout est terminé le 10 juillet, lorsque le commandant royaliste Carlos Tolrá attaque les positions patriotes et capture le président Mejía et le brigadier Díaz.

## Conséquences
Mejía est exécuté peu de temps après, les éphémères Provinces-Unies de Nouvelle-Grenade connaissent leur fin et le régime de terreur commence. Les royalistes réussissent à éliminer toute résistance, à l'exception des guérilleros des plaines du Casanare, dont la survie sera décisive pour le développement ultérieur du conflit,